# Marco Velo
Marco Velo (Brescia, 9 de marzo de 1974) es un ciclista italiano que fue profesional entre 1996 y 2010.

## Biografía
Corredor muy completo que ganó 5 carreras contrarreloj durante la primera parte de su carrera, incluyendo 3 Campeonatos de Italia en contrarreloj. También terminó 11.º del Giro de Italia en 2001. En la segunda parte de su carrera, fue el lanzador principal del también velocista Alessandro Petacchi.

### 1996-1997: BRESCIALAT, los comienzos
Marco Velo se convirtió en profesional en 1996 en el equipo BRESCIALAT. Inicialmente, surgió como un corredor completo. Terminó séptimo en el Critérium Internacional en su segunda temporada como profesional, y ganó una etapa en el Giro del Trentino.

### 1998-2001: Mercatone Uno, la confirmación
En 1998, salió del equipo ciclista Brescialat para recalar en las filas del equipo Mercatone Uno. Demostró sus notables habilidades de escalador, terminando el 15.º de la Vuelta al País Vasco y 20.º del Giro de Italia que ganó su líder, Marco Pantani, obteniendo un cuarto puesto en la contrarreloj final. Ganó el Campeonato de Italia contrarreloj. En octubre, terminó cuarto en el Giro del Piamonte, luego 11.º del Giro de Lombardía, y ganó la carrera contrarreloj de Florencia-Pistoia.
La temporada siguiente, confirma la capacidad de Marco Velo. A principios de esta temporada, terminó segundo en el Trofeo Etna detrás de Alessandro Baronti, quinto en el Gran Premio Miguel Induráin y 13.º de la Vuelta al País Vasco. Muestra una gran regularidad en las clásicas de las Árdenas, termina 7.º de la Flecha Valona, 13.º de la Lieja-Bastogne-Lieja y 10.º de la Amstel Gold Race. Obligado a abandonar el Giro de Italia tras el positivo de su líder, Marco Pantani, terminó segundo en la Copa de las Naciones,  pero ganó su segundo título del Campeonato de Italia contrarreloj. Fue nuevamente ganado en el esprint por Alessandro Baronti en el G. P. Industria y Comercio de Prato. Pero ganó su segunda victoria de la temporada en España, en el G. P. de Llodio. A finales de temporada, terminó 8.º de la Giro de Lombardía, y ganó por segunda vez la Florencia-Pistoia.
La temporada 2000 fue decepcionante para Velo. A pesar de un tercer lugar en la Semana Internacional Coppi-Bartali, abandona de nuevo el Giro de Italia, y decepciona en los clásicos de las Árdenas. En junio, terminó cuarto en la Copa de las Naciones, y ganó por tercera vez el Campeonato de Italia de contrarreloj. En esta última carrera, dio positivo por salbutamol, un anabolizante, pero luego se aclaró declarándole inocente el CONI.
En 2001, después de un decepcionante inicio de la temporada, Velo dio la sorpresa en el Giro de Italia. Pasó notablemente las montañas para completar el Giro de Italia en 11.º lugar. Después de esta actuación terminó segundo en la Copa de las Naciones, por detrás de Davide Rebellin y ganó su cuarto Campeonato de Italia de contrarreloj. Ese día, de nuevo dio positivo. Fue despojado de su título en favor de Andrea Perón e interrumpió su temporada.

### 2002-2008: Fassa Bortolo y Team Milram: era Alessandro Petacchi
Desde 2002, Velo es uno de los lanzadores del velocista italiano Alessandro Petacchi en el equipo Fassa Bortolo. Incluso consigue buenas actuaciones, terminando 21.º del Giro de Italia. La dedicación de Velo en su nuevo papel de gregario le da pocas oportunidades para enriquecer su historial.
En 2006, con la desaparición del equipo Fassa Bortolo, sigue a Alessandro Petacchi y ficha por el equipo de Milram, donde permaneció tres temporadas.

### 2009 - Quick Step
En 2009, Velo se unió al equipo Quick Step. Ayudó a Tom Boonen a ganar el Tour de Catar e hizo un buen Tour de Turquía. Marco Velo se retiraría del ciclismo en 2010 en este equipo para pasar a formar parte como director deportivo del mismo.

### Dopaje
El comienzo de la carrera de Marco Velo se retrasa por dar positivo en 1994 por gonadotropina coriónica lo que le inicia con dos años de suspensión.
En el Campeonato de Italia de contrarreloj de 2000 y 2001 dio positivo. En 2000, dio positivo por salbutamol, aunque el CONI rectificó alegando que el corredor lo usó por razones médicas.

## Palmarés
1997
- 1 etapa del Giro del Trentino

1998
- Campeonato de Italia Contrarreloj
- Gran Premio Guillermo Tell, más 1 etapa
- Florencia-Pistoia

1999
- Campeonato de Italia Contrarreloj
- G. P. de Llodio[1]
- Florencia-Pistoia

2000
- Campeonato de Italia Contrarreloj

## Resultados en Grandes Vueltas y Campeonatos del Mundo
| Carrera              | Carrera              | 1996 | 1997 | 1998 | 1999 | 2000 | 2001 | 2002 | 2003 | 2004  | 2005  | 2006  | 2007  | 2008 | 2009 | 2010  |
| -------------------- | -------------------- | ---- | ---- | ---- | ---- | ---- | ---- | ---- | ---- | ----- | ----- | ----- | ----- | ---- | ---- | ----- |
|                      | Giro de Italia       | 81.º | 30.º | 20.º | Ab.  | Ab.  | 11.º | —    | 21.º | 100.º | 103.º | —     | —     | 87.º | —    | 108.º |
|                      | Tour de Francia      | —    | —    | —    | —    | 39.º | —    | 54.º | Ab.  | Ab.   | —     | 97.º  | —     | 42.º | —    | —     |
|                      | Vuelta a España      | —    | —    | —    | —    | —    | —    | 57.º | —    | 114.º | Ab.   | 118.º | 117.º | —    | 93.º | —     |
| Mundial en Ruta      | Mundial en Ruta      | —    | —    | —    | 21.º | —    | —    | —    | —    | —     | 62.º  | —     | —     | —    | —    | —     |
| Mundial Contrarreloj | Mundial Contrarreloj | —    | —    | 13.º | 15.º | —    | —    | —    | —    | —     | —     | —     | —     | —    | —    | —     |

—: no participa
Ab.: abandono